# إثميا بيضاء الشمع
إثميا بيضاء الشمع (الاسم العلمي: Ethmia leucocirrha) هي نوع من الحشرات تتبع جنس الإثميا من فصيلة الألاشستيات.